# 帕特里夏·蒂尔
帕特里夏·A·蒂尔（Patricia A. Thiel），或帕特·蒂尔（Pat Thiel）（1953年2月20日—2020年9月7日），是美国化学家和材料学家，爱荷华州立大学的杰出教授。她以对固体表面上原子尺度的结构和化学过程的研究而闻名。

## 早年生活和教育
帕特·蒂尔的早年时光是在明尼苏达州西南部某个农场度过的。 她的父母生于移民农场家庭，受教育程度相当于八年级。帕特·蒂尔本人在明尼苏达州利斯莫尔的农场附近的一所私立小学就读1-8年级，在明尼苏达州阿德里安的公立中学就读了9-12年级。在国家优异奖学金计划的支持下，她得以就读位于明尼苏达圣保罗的瑪卡萊斯特學院。受到第一学年的化学课及教授该课程的Emil Slowinsk的鼓舞，她决定选择主修化学。1975年，她获得化学学士学位 ，并辅修数学。毕业后，她在控制資料公司从事分析化学相关工作。一年后，她获得美国国家科学基金会博士生奖学金资助，就读加州理工學院化学系。她于1981年在W. Henry Weinberg的指导下完成了化学博士学位。  

## 事业
博士毕业后，帕特·蒂尔获慕尼黑大学的德国洪堡基金会资助，加入格哈德·埃特尔（Gerhard Ertl）的研究组；后者于2007年获得诺贝尔化学奖。1982年，她来到加州利佛摩市，供职于桑迪亚国家实验室。在短暂担任加利福尼亞大學柏克萊分校物理系的訪問學者之后，1983年，她来到爱荷华州立大学的化学系任教，同时也成为了美国能源部下属埃姆斯实验室的一员。随后几年，她逐步晋升为化学系的副教授（1988），正教授（1991）和杰出教授（2001）。2012年，她额外担任了爱荷华州立大学材料科学与工程学系的教授。期间她获得了杰出教学奖并担任过多个行政职务，包括埃姆斯实验室的材料化学项目主任（1988-2004年），埃姆斯实验室的首席研究官（2008-2009年）与爱荷华州立大学化学系主任（1999-2002）。自2013年起，帕特·蒂尔还曾是《化学物理学报》的副主编。2011年12月10日，同事丹·谢赫特曼因为发现准晶体获当年的诺贝尔化学奖；她作为嘉宾被邀请参加诺贝尔奖颁奖典礼。

## 奖项与荣誉
- 1984年获阿尔弗雷德·P·斯隆基金会奖学金。[9]
- 1985年获美国国家科学基金会的总统年轻研究者奖（英语：Presidential Young Investigator Award）。[10]
- 1986年获卡米尔·德雷福斯（Camille Dreyfus）教师-学者奖。[11]
- 2005年获洛林国家理工大学的Honoris Causa博士。[12]
- 2008年被选为Iota Sigma Pi名誉会员。[13] [14]
- 2010年，因其对表面化学的进步作出的杰出贡献，获亚瑟逊·亚当森奖（Arthur W. Adamson Award）。[15] [16]
- 2010年，因其“对复杂金属合金的表面结构和动力学的开创性贡献，包括准晶体以及金属薄膜中纳米结构的动力学受限的生长和弛豫”，获材料物理学领域大卫·埃德勒演讲奖（英语：David Adler Lectureship Award in the Field of Materials Physics）。[17] [18]
- 2010年因其“对金属准晶体表面性质的研究，以及致力于金属纳米团簇和薄膜在金属表面上形成和重排的途径”，当选美國科學促進會会士。[19]
- 2011年当选John D. Corbett化学教授。[20]
- 2012年因其“对理解准晶体表面的结构，反应性和摩擦学，以及理解金属纳米结构和金属薄膜的生长和稳定性方面的开创性贡献”，当选材料研究学会会士。 [21] [22]
- 2014年被评为物理评论系列期刊的优秀审稿人。[23]
- 2014年因其“对理解准晶体表面以及薄膜成核和生长的开创性贡献”获Medard W. Welch奖。[3]
- 2019年当选美国文理科学院院士。[24]

## 个人生活
1988年，帕特·蒂尔与澳洲出生的物理学家James W. Evans结婚，两人共育有两个女儿。
去世前的帕特·蒂尔曾经罹患乳腺癌，而乳房摄影术却未能及时诊断出她的癌症（该情况大约占10%）。2020年9月7日，67岁的帕特·蒂尔因晚期乳腺癌去世。